# Gare de Brundall Gardens
La gare de Brundall Gardens est une gare ferroviaire britannique des Wherry Lines, de Norwich à Great Yarmouth ou Lowestoft, située sur le côté ouest du village de Brundall dans le comté du Norfolk à l'est de Angleterre.

## Situation ferroviaire
Établie à 5 mètres d'altitude, la gare de Brundall Gardens est située au point kilométrique (PK) 4,66 de la Wherry Lines : ligne de Norwich à Lowestoft, entre les gares de Norwich, s'intercale la gare fermée et détruite de  	Whitlingham, et de Brundall.

## Histoire
La station de Brundall Gardens est ouverte en 1924, ses installations ont été financées par F.H. Cooper, personnalité du cinéma.